# Verão
Verão war eine brasilianische Automarke.

## Markengeschichte
Ein Unternehmen aus dem Bundesstaat Rio Grande do Norte stellte Mitte der 1990er Jahre Automobile her. Der Markenname lautete Verão.

## Fahrzeuge
Das einzige Modell war ein VW-Buggy. Die offene türlose Karosserie hatte eine Überrollvorrichtung hinter den vorderen Sitzen. Ein Hardtop war optional erhältlich. Eckige Scheinwerfer waren in die Fahrzeugfront integriert. Am Heck waren drei runde Rückleuchten pro Seite. Ein Heckmotor trieb die Hinterräder an.